# كريستيانو باسكوال
كريستيانو باسكوال هو لاعب كرة قدم برتغالي في مركز الدفاع، ولد في 8 يونيو 1992 في قلمرية في البرتغال. لعب مع نادي سانتا كلارا.

## وصلات خارجية
- كريستيانو باسكوال على موقع قاعدة بيانات كرة القدم.إي يو (الإنجليزية)
- كريستيانو باسكوال على موقع Soccerway.com (الإنجليزية)